# Mîhunkî, Letîciv
Mîhunkî (în ucraineană Михунки) este un sat în comuna Hreciînți din raionul Letîciv, regiunea Hmelnîțkîi, Ucraina.

## Demografie
Componența lingvistică a localității Mîhunkî
     Ucraineană (100%)
Conform recensământului din 2001, toată populația localității Mîhunkî era vorbitoare de ucraineană (100%).